# Laura non c'è
Laura non c'è est une chanson écrite par le chanteur italien Nek, avec l'aide de Massimo Varini et Antonello De Sanctis. Elle a été chantée pour la première fois au Festival de Sanremo 1997 et est extraite de l'album Lei, gli amici e tutto il resto.
Le succès de la chanson fut inattendu : l'album Lei, gli amici e tutto il resto dépassa les 600 000 ventes en Italie, et fut nommé six fois disque de platine.
La présence dans les paroles (dans tout le texte, mais principalement dans la dernière strophe) de rimes (vorrei-lei, me-te, abbraccio-faccio, no-so) parfaitement associées avec des assonances (acceso, fuso, mai, noi, adesso, stesso, addosso, riflesso, posso) contribue à faire de Laura non c'è une des chansons italiennes les plus harmonieuses.

## Versions
Il existe plusieurs versions du morceau : avec la version originale et celle en espagnol (Laura no está), Nek a également enregistré une version anglaise (Laura is away) et plus récemment, une version franco-italienne (Laura) en duo avec Cérena. Il existe aussi une version allemande (Laura ist fort) chantée par Oliver Lukas, une autre espagnole de style bachata (par Fernando Villalona), ou encore grecque (interprétée par Nektarios Sfyrakis) ainsi qu'hollandaise (chantée par Wim Soutaer).

## Le film
En mars 1998 sort en salles le film Laura non c'è, mettant en scène Gigliola Aragozzini, fille de Adriano Aragozzini, organisateur des Festivals de Sanremo de 1989 à 1993. La chanson Laura non c'è apparaît dans la bande originale. Nek fait également une apparition à la fin du film, en jouant le rôle d'un dessinateur de bande dessinée.